# 120 Lachesis
Lachesis /ˈlækɪsɪs/ (định danh hành tinh vi hình: 120 Lachesis) là một tiểu hành tinh rất lớn và rất tối ở vành đai chính. Nó là tiểu hành tinh kiểu C và dường như được cấu tạo bằng cacbonat nguyên thủy.
Ngày 10 tháng 4 năm 1872, nhà thiên văn học người Pháp Alphonse L. N. Borrelly phát hiện tiểu hành tinh Lachesis khi ông thực hiện quan sát tại Đài thiên văn Marseille và nhà thiên văn học người Mỹ gốc Đức Christian H. F. Peters cũng phát hiện Lachesis một cách độc lập vào ngày 11 tháng 4 năm 1872.
Sau đó tiểu hành tinh này được đặt theo một trong số tên nữ thần Moirae (Số mệnh) trong thần thoại Hy Lạp. Chỉ một lần Lachesis che khuất sao, được ghi nhận bằng mắt thường bởi năm người quan sát và một lần bằng quang điện ở vùng Tây Nam Hoa Kỳ năm 1999.